# 張林焱
張林焱（?—?），甘肅省蘭州府皋蘭縣人，清朝政治人物、同進士出身。張國常之子。
光緒二十年（1894年），参加光緒甲午科殿試，登進士三甲76名。同年五月，改翰林院庶吉士。光緒二十一年四月，散館，授翰林院檢討；后担任甘肃省咨议局议长。1912年3月15日，他和甘肃布政使赵惟熙、昭武军统领马福祥等，向袁世凯发出通电，拥护共和，甘肃正式摆脱了清朝统治。著有《艤艇山房诗稿》、《人伦道德讲义》等。